# La Munia
La Munia är en bergstopp i Spanien, på gränsen till Frankrike.   Den ligger i provinsen Provincia de Huesca och regionen Aragonien, i den nordöstra delen av landet, 400 km nordost om huvudstaden Madrid. Toppen på La Munia är 3 134 meter över havet, eller 649 meter över den omgivande terrängen. Bredden vid basen är 8,5 km.
Terrängen runt La Munia är huvudsakligen bergig.Runt La Munia är det mycket glesbefolkat, med 2 invånare per kvadratkilometer. Närmaste större samhälle är Bielsa, 11,5 km sydost om La Munia. Trakten runt La Munia består i huvudsak av gräsmarker.